# アクリート
株式会社アクリート（英: Accrete Inc.）は、東京都千代田区神田小川町に本社を置く、ショートメッセージサービスを手掛ける日本の企業。

## 概要
アクリートは、2014年にインディゴから会社分割によって独立して、スピンアウト創業された。スマートフォンや携帯電話向けのショートメッセージサービス代行などを手掛け、2018年に東京証券取引所マザーズに上場した。2020年にはフォーブスアジア版でAsia’s 200 Best Under A Billionに選出された。

## 沿革
- 2014年 東京都世田谷区三軒茶屋で、インディゴ株式会社からの会社分割で、株式会社アクリートを設立[8]。
- 2016年 東京都世田谷区太子堂に本社を移転[8]。
- 2018年 東京証券取引所マザーズに上場[8]。
- 2020年 東京都千代田区神田小川町に本社を移転。崎村夏彦が特別顧問に就任[8]。